# Semana Santa en Toledo
La Semana Santa de Toledo es una celebración religiosa que conmemora la Pasión, Muerte y Resurrección de Jesucristo. Reconocida como Fiesta de Interés Turístico Internacional, esta festividad constituye también uno de los principales atractivos turísticos de la ciudad. Se desarrolla a lo largo de nueve días, desde el Viernes de Dolores hasta el Domingo de Resurrección, generalmente entre los meses de marzo y abril, según el calendario litúrgico. Esta celebración tiene lugar en el casco histórico toledano, declarado Patrimonio de la Humanidad por la UNESCO. Actualmente la Semana Santa de Toledo se compone de 20 cofradías y hermandades, con más de 30 pasos procesionales. 

## Historia
Los orígenes documentados de la Semana Santa en Toledo se remontan al siglo XVI, coincidiendo con un período de revitalización del culto católico tras el Concilio de Trento (1545–1563). En este contexto de reforma religiosa, se consolidaron diversas cofradías penitenciales que comenzaron a organizar actos procesionales durante la Semana de Pasión. Estas manifestaciones de religiosidad popular respondían tanto a los nuevos impulsos doctrinales tridentinos como al deseo de escenificar los misterios de la fe a través de ritos públicos y visualmente impactantes. La creación de hermandades en este periodo se inscribe dentro de una tendencia común en la península ibérica, especialmente en Castilla y Andalucía, donde la religiosidad barroca encontró en las procesiones un cauce privilegiado de expresión.
Durante los siglos xvii y xviii, la Semana Santa toledana se consolidó como una de las principales celebraciones religiosas de la ciudad. Durante este periodo, muchas cofradías enriquecieron su patrimonio artístico mediante la incorporación de pasos e imágenes religiosas de factura notable, procedentes en su mayoría de talleres locales y, en algunos casos, de escuelas escultóricas andaluzas. Estas representaciones se integraron en una escenografía que combinaba elementos litúrgicos, teatrales y devocionales, característica de la religiosidad barroca.
Durante el siglo xix, a pesar de los cambios políticos y sociales, las procesiones de Semana Santa en Toledo adquirían un carácter profundamente simbólico y devocional, tal como relataban cronistas de la época, que se mostraban impresionados por la intensidad con la que se representaban los episodios de la Pasión de Cristo en las calles de la ciudad. El escritor Gustavo Adolfo Bécquer reflejó la esencia de esta celebración en su artículo La Semana Santa en Toledo, publicado en El Museo Universal el 28 de marzo de 1869, donde destacó la austeridad castellana frente al esplendor sevillano, resaltando el tono melancólico y sobrio de la celebración toledana:

La Semana Santa de Toledo, con sus escasas y pobres cofradías, es, por decirlo así, la última palabra de la tradición que, ya decadente, guarda, no obstante, en sus destrozados vestigios el carácter y color de la edad en que tuvo su origen.
[...]
Cruzad durante algunas horas por las revueltas calles de la población, hasta que, a pesar vuestro, os empapéis en la atmósfera de gravedad melancólica que respiran sus ruinas.
Gustavo Adolfo Bécquer

En el siglo XX, especialmente durante la posguerra y el franquismo, la Semana Santa en Toledo experimentó ciertos altibajos. Algunas cofradías desaparecieron, mientras que otras fueron reactivadas bajo el impulso de asociaciones parroquiales. Fue en este periodo cuando comenzaron a perfilarse los elementos actuales de la celebración, si bien con una menor participación en comparación con otras ciudades españolas.
En 1989 se fundó la Junta de Cofradías de Semana Santa de Toledo, organismo que agrupa, coordina y promueve a todas las hermandades de la ciudad. Desde entonces, ha habido un proceso de restauración de imágenes, recuperación de tradiciones perdidas y modernización organizativa.
El 9 de marzo de 2006, la Semana Santa de Toledo fue reconocida Fiesta de Interés Turístico Nacional y, el 27 de febrero de 2014, fue oficialmente declarada Fiesta de Interés Turístico Internacional, reconocimiento que puso en valor la riqueza histórica, artística y espiritual de esta celebración, así como su integración en tal entorno monumental.

## Cofradías participantes
En la siguiente tabla se encuentran las distintas cofradías y hermandades que participan durante la Semana Santa en la ciudad, siendo éstas ordenadas en orden cronológico:
| Nombre oficial | Fecha de fundación                   | Pasos que procesiona |
| --- | ------------------------------------ | --- |
| Antigua, Ilustre y Real Cofradía de la Santa Caridad, Cristo de la Misericordia y Soledad de los Pobres                                              | 1085                                 | Cristo de la Misericordia y Soledad de los Pobres (Anónimo, principios del s. XIV) |
| Cofradía de la Santa Vera Cruz y Nuestra Señora del Amparo                                                                                           | s.XV (ref. 1952)                     | La Oración en el Huerto (Luis Martín Vidales, 1980, tanto Cristo como misterio); Cristo amarrado a la Columna (Anónimo, s.XVII); Nuestro Padre Jesús Nazareno (Anónimo, s. XVIII); Santísimo Cristo de la Agonía (Anónimo, s.XVI) y Nuestra Señora del Amparo (Cecilio Béjar Durante, 1952) |
| Ilustre y Antiquísima Hermandad de Caballeros y Damas Mozárabes de Nuestra Señora de la Esperanza de la Imperial Ciudad de Toledo                    | 1513 (ref. 1966)                     | Lignum Crucis (Anónimo, 1636) |
| Venerable, Real e Ilustre Hermandad de Nuestra Madre María Inmaculada en su Mayor Angustia y Piedad y Cristo Rey en su Entrada Triunfal en Jerusalén | 1599 (reorg. 1989)                   | Cristo Rey en su Entrada Triunfal en Jerusalén (Antonio José Martínez Rodríguez, 2007) y Nuestra Madre María Inmaculada en su Mayor Angustia y Piedad (Cristo muerto: Anónimo, s. XVII; Dolorosa: Antonio José Martínez Rodríguez, 2009)                                                    |
| Hermandad y Cofradía de Nazarenos del Santísimo Cristo de la Humildad y María Santísima de la Esperanza en su Soledad                                | 1606 (ref. 2006)                     | Santísimo Cristo de la Humildad (Darío Fernández Parra, 2007 (Cristo), 2008-2010 (Misterio)) y María Santísima de la Esperanza en su Soledad (Darío Fernández Parra, 2024) |
| Real e Ilustre Cofradía de Nuestra Señora de la Soledad                                                                                              | 1644                                 | Nuestra Señora de la Soledad (Mariano Bellón, 1874) |
| Real e Ilustre Hermandad del Santísimo Cristo de la Misericordia y María Santísima de la Caridad                                                     | 1656 (ref. 1989)                     | Santísimo Cristo de la Misericordia (Escuela castellana, primera mitad s.XVII); María Santísima de la Caridad (José Vázquez Juncal, 1998) |
| Hermandad del Santísimo Cristo de la Esperanza | 1665 (ref. 1983)                     | Santísimo Cristo de la Esperanza (Anónimo, s.XVIII) |
| Hermandad del Santísimo Cristo de la Vega | 1668 (primera referencia; ref. 1929) | Santísimo Cristo de la Vega (Anónimo, s.XVI) |
| Hermandad de Nuestra Señora de la Alegría y Jesús Resucitado                                                                                         | finales s.XVII                       | Jesús Resucitado (Anónimo, s.XVIII); Nuestra Señora de la Alegría (Anónimo, s.XVII) |
| Antigua, Venerable e Ilustre Cofradía de Penitencia del Santísimo Cristo de la Fe y Nuestra Señora del Rosario                                       | 1729                                 | Cristo atado a la Columna (Anónimo, s.XVII); Santísimo Cristo de la Humildad en su Coronación de Espinas (Eugenio López Durango, med. s.XVIII); Santísimo Cristo de la Fe (Anónimo, s.XVII); Nuestra Señora del Rosario (Anónimo, s.XVIII)                                                  |
| Hermandad de la Esclavitud de Nuestro Padre Jesús Nazareno y la Santísima Virgen de los Dolores                                                      | 1731                                 | Nuestro Padre Jesús Nazareno (Anónimo, s.XVIII) y Nuestra Señora de los Dolores (Juan Carlos Arango Palacios, 2023) |
| Capítulo de Caballeros del Santo Sepulcro | 1928                                 | Santo Sepulcro (Cristo Yacente: Escuela toledana, s.XVII; Urna: Carmelo y Octavio Vicent, 1970) |
| Hermandad del Santísimo Cristo de la Expiración | 1930                                 | Santísimo Cristo de la Expiración (Escuela italiana, s.XVII) |
| Capítulo de Caballeros Penitentes de Cristo Redentor                                                                                                 | 1947                                 | Cristo Redentor (Anónimo, s.XVII) |
| Cofradía Penitencial del Cristo de la Buena Muerte                                                                                                   | 1956                                 | Cristo de la Buena Muerte (Mariano Guerrero Corrales, 1972) |
| Hermandad y Cofradía de Penitentes del Santísimo Cristo del Descendimiento                                                                           | 1991                                 | Santísimo Cristo del Descendimiento (Cristo y misterio, Escuela castellana, s.XVII) |
| Cofradía del Santísimo Cristo de los Ángeles | 2001                                 | Santísimo Cristo de los Ángeles (Anónimo, s.XVII) |
| Cofradía de Penitencia del Santísimo Cristo del Amor                                                                                                 | 2005                                 | Santísimo Cristo del Amor (Manuel Martín Nieto, 2007) |
| Cofradía del Cristo Nazareno Cautivo | 2009                                 | Cristo Nazareno Cautivo (Antonio José Martínez Rodríguez, 2010) |

## Días de pasión

### Viernes de Dolores

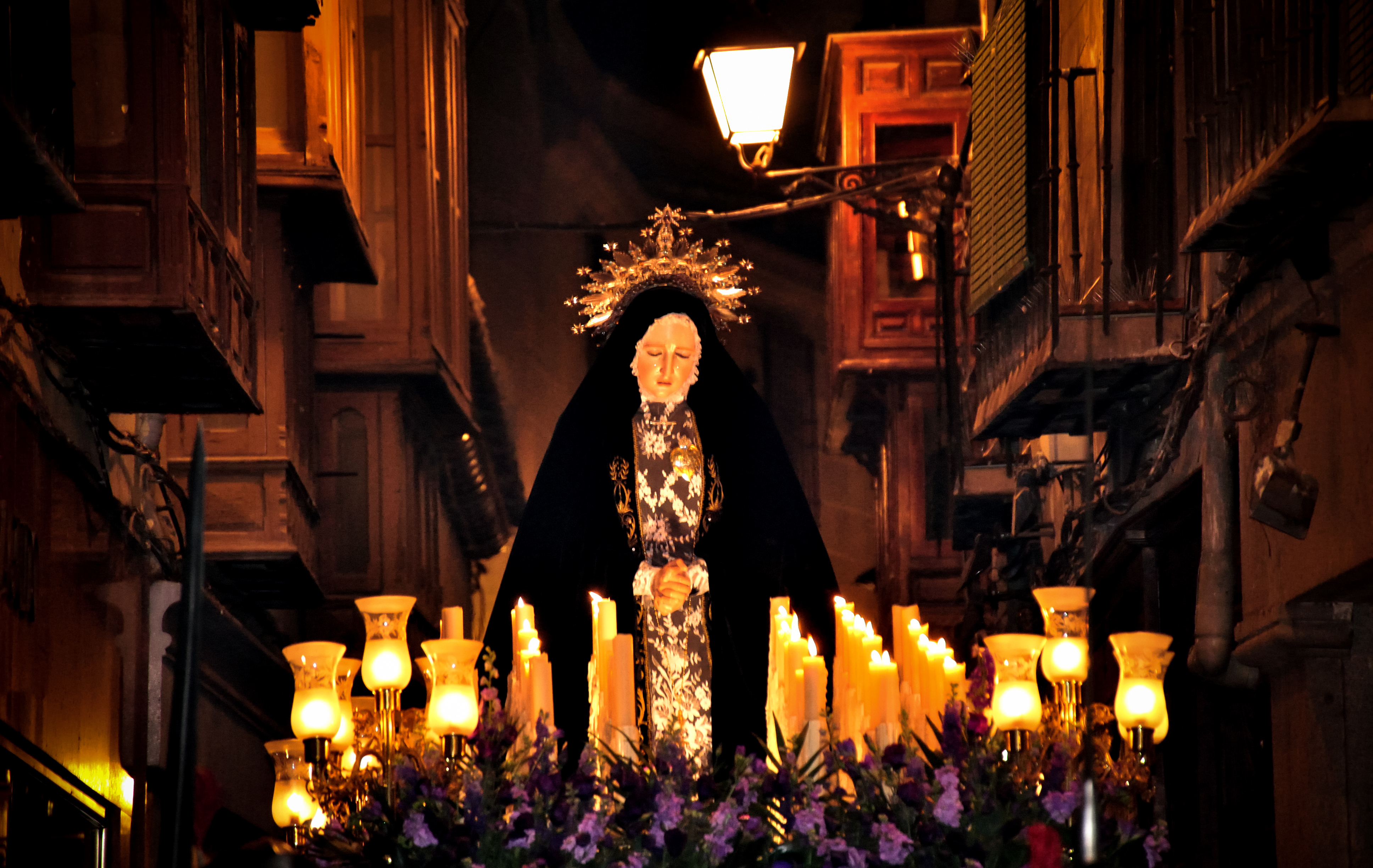
Virgen de la Soledad

- Cofradía de Nuestra Señora de la Soledad (Real e Ilustre Cofradía de Nuestra Señora de la Soledad): Fue fundada el 18 de agosto de 1644, aunque con antecedentes más antiguos. Su sede actual es la Iglesia de las Santas Justa y Rufina. La actual imagen de la Virgen, obra de Mariano Bellón en 1874, sustituye a la original, destruida en un incendio un año antes. Los cofrades visten de blanco con capa, capirote y guantes negros; las mujeres acuden de luto riguroso, y los hombres, con traje oscuro y la medalla de la cofradía.[8]

### Sábado de Pasión
- Cofradía del Cautivo (Cofradía del Cristo Nazareno Cautivo de Toledo): Se fundó el 12 de octubre de 2009. Su sede canónica se encuentra en la Parroquia de San José Obrero, en el barrio de Santa María de Benquerencia. La imagen titular, una talla de tamaño natural de Antonio Martínez Rodríguez, representa a Cristo ya juzgado, maniatado y coronado de espinas. Los cofrades visten capa morada con capuz, guantes blancos y portan cirios. Este día se produce el solemne traslado de la imagen, desde el Convento de las Madres Concepcionistas a la Catedral.[9]

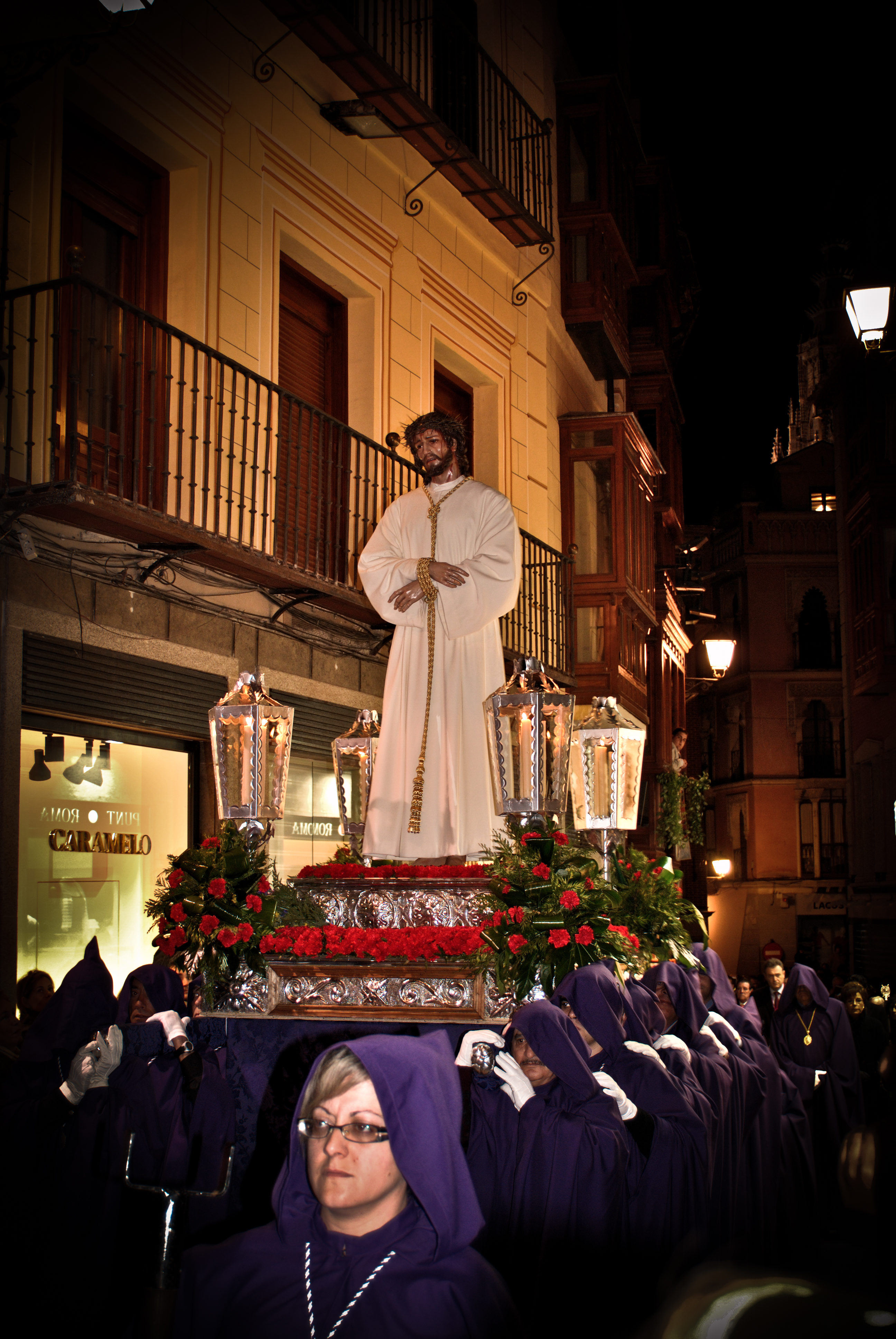
Cristo Nazareno Cautivo

- Hermandad del Santo Encuentro (Hermandad Esclavitud de Nuestro Padre Jesús Nazareno y su Santísima Madre de los Dolores, vulgo «Santo Encuentro»): Fue fundada el 21 de septiembre de 1731. Tiene su sede canónica en la Parroquia de Santiago el Mayor. Cuenta con dos imágenes: Jesús Nazareno del Arrabal, del siglo xviii, de autor anónimo, de madera policromada, y María Santísima de los Dolores, obra de Juan Carlos Arango Palacios en 2023, esta última es portada únicamente por mujeres. Sus hermanos visten túnica negra con cíngulo rojo y capuz con la Cruz de Santiago.[10]

### Domingo de Ramos
- Hermandad de las Angustias y Borriquita (Venerable, Real e Ilustre Hermandad de Nuestra Madre María Inmaculada en su Mayor Angustia y Piedad y Cristo Rey en su entrada triunfal en Jerusalén): Fue fundada en 1989. La Hermandad tiene su sede canónica en la Iglesia de las Santas Justa y Rufina. La imagen del Cristo Rey, realizada por Antonio Martínez Rodríguez en 2007. La borriquita fue esculpida con una expresión alegre, contrastando con la solemnidad de Cristo. Los cofrades visten hábito blanco con capa azul marino y cíngulo de terciopelo, mientras que los niños, vestidos como hebreos, portan palmas y ramas de olivo.[11]Procesión de las Palmas

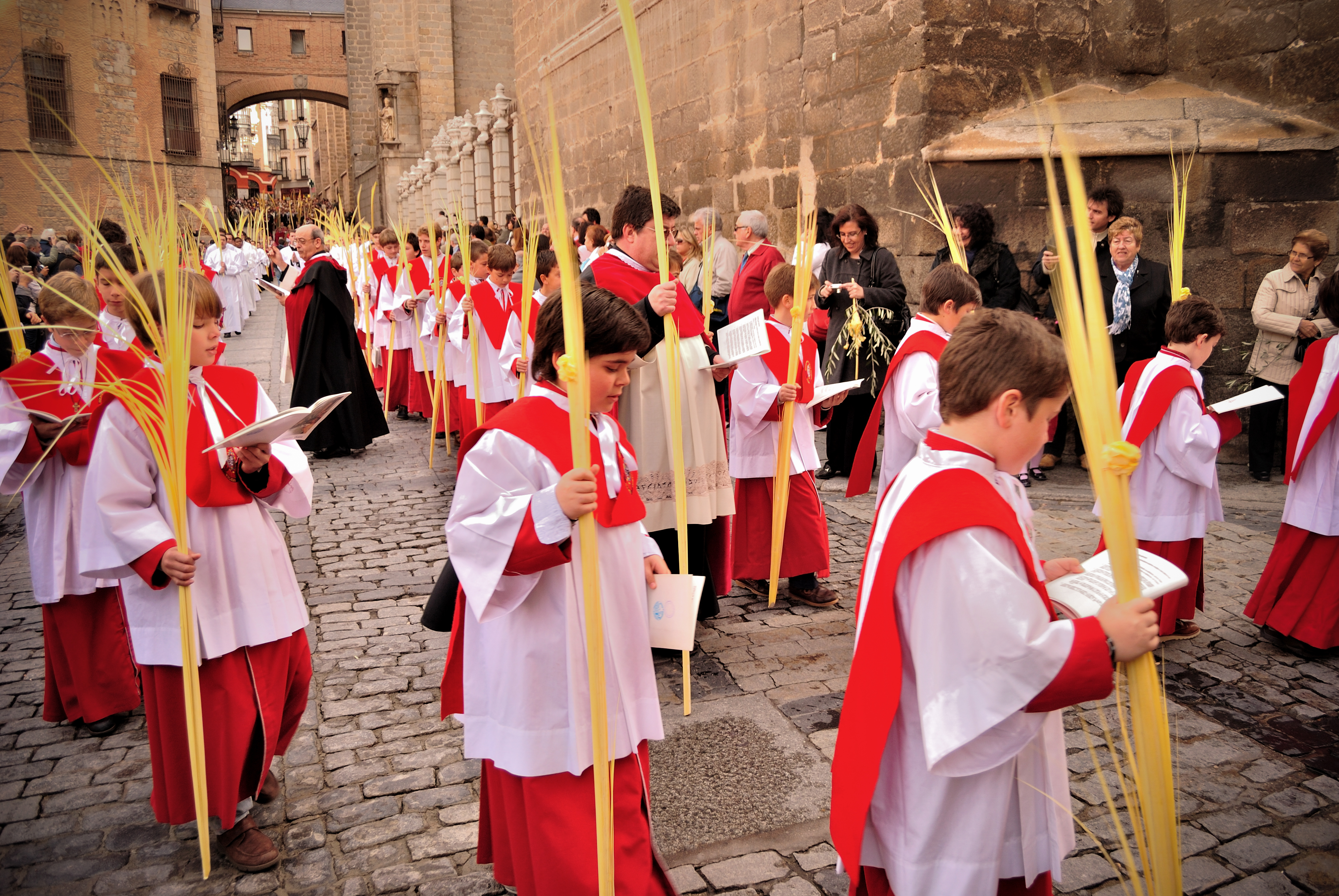
Procesión de las Palmas

### Lunes Santo
- Hermandad del Cristo de la Vega (Hermandad del Santísimo Cristo de la Vega): Es referenciada desde 1668, aunque se refunda en 1929. La sede canónica es la Iglesia de Santa Leocadia. La imagen del Cristo muerto en la Cruz, con un brazo desclavado, de origen desconocido, fue restaurada en varias ocasiones, la última en 2012 por Germán Pérez Martínez. La Hermandad es conocida por sus tradicionales Reviernes, celebrados desde 1616. La uniformidad consiste en túnica granate con capuz blanco y cíngulo amarillo, mientras que los menores de diez años y los porteadores de las andas llevan capelina. Se trata de un Cristo muy venerado en Toledo, especialmente por la conocida leyenda del Cristo de la Vega, popularizada por el poeta José Zorrilla en su obra A buen juez, mejor testigo.[12]Cristo de la Vega

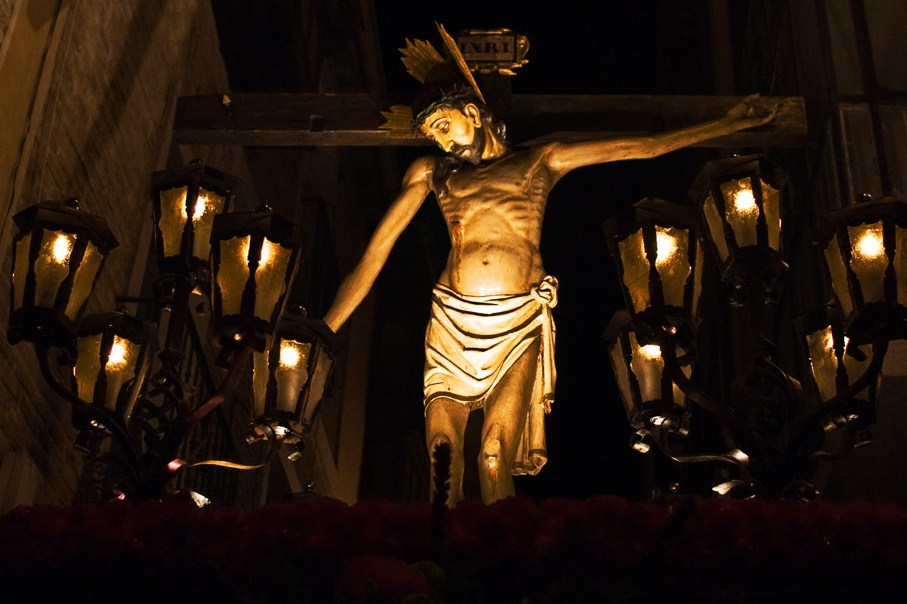
Cristo de la Vega

- Cofradía del Cautivo: En su segundo día, el Cautivo recorre las principales calles del centro histórico, esta vez lo hace en estación de penitencia. Durante su recorrido, la imagen del Cristo Nazareno Cautivo y el de la Vega se encuentran a los pies de la Catedral.[13]
- Hermandad del Cristo de la Esperanza (Hermandad del Santísimo Cristo de la Esperanza): Fue fundada en 1665 y refundada en 1983. La parroquia de San Andrés y San Cipriano es su sede canónica. La procesión se desarrolla en un ambiente de silencio, únicamente roto por el motete entonado por seminaristas, el rezo de las estaciones y el golpe de las horquillas de los costaleros. La imagen titular, el Cristo de la Esperanza, representa a Jesús crucificado ya expirado, es de autor anónimo y está datada en el siglo XVI. Los hermanos visten hábito negro con capuz, cruz verde de San Andrés en el pecho y cíngulo del mismo color.[14]

### Martes Santo
- Cofradía de la Santa Caridad (Antigua, Ilustre y Real Cofradía de la Santa Caridad): Según la tradición, fue fundada por Alfonso VI en el 1085. Tiene su sede en la iglesia de las Santas Justa y Rufina. Su imagen titular es el Cristo de la Misericordia y Soledad de los Pobres, una talla en madera policromada de finales del siglo XIII, de autor anónimo. Los penitentes visten hábito negro con capuz, cruz verde en el brazo izquierdo, medalla al cuello y portan faroles de vara; les acompaña un tambor desafinado, reflejo del carácter austero y penitencial de la procesión. La procesión realiza varios responsos, entre ellos en el Paseo del Carmen y ante la puerta del Reloj de la Catedral.[15]

- Cofradía del Cristo del Amor (Cofradía de Penitencia del Santísimo Cristo del Amor): Fue fundada en 2009 y tiene su sede en la Parroquia de San Juan de la Cruz. La imagen titular es una talla de tamaño natural que representa a Jesús en el momento de su expiración, obra de Manuel Martín Nieto en 2007, realizada en Morón de la Frontera. La imagen es portada de manera horizontal, y no sobre andas, como suele ser habitual. Los cofrades visten túnica gris con cíngulo beige, capelina y escapulario negro y portan faroles de mano. Durante la procesión, destaca el canto del Miserere por los seminaristas a la salida de la Catedral, la oración especial ante la Capilla de la Adoración Perpetua y el paso por el estrecho cobertizo de Santo Domingo el Real, donde los portadores deben bajar la imagen y cargarla directamente a hombros. Su acto principal es el Sermón de las Siete Palabras, con siete paradas en conventos y lugares emblemáticos donde se meditan las últimas frases de Cristo en la Cruz.[16]

- Cofradía del Cristo de los Ángeles (Cofradía del Santísimo Cristo de los Ángeles): Fundada en 2001, tiene su sede en el Convento de las Angustias Gaytanas. Su imagen titular es un Cristo muerto en la cruz policromado, una talla del siglo xvii de autor anónimo, al que le acompañan seis ángeles mancebos. El Cristo procesiona sobre una carroza articulada, y durante el recorrido se realiza un encuentro en la plaza de Zocodover con el Cristo de la Misericordia y Soledad de los Pobres. Los penitentes visten hábito y verdugo rojo púrpura con escapulario blanco bordado con el emblema de San Agustín, guantes blancos, cinturón negro y portan antorchas. En su salida, la imagen y la cruz deben salir por separado debido a la altura.[17]

|                 |
| Cristo del Amor |

|                       |
| Cristo de los Ángeles |

### Miércoles Santo
- Hermandad de la Humildad (Hermandad y Cofradía del Santísimo Cristo de la Humildad y María Santísima de la Esperanza en su Soledad): Sus primeras referencias son de 1606 y el 22 de mayo de 2006 es refundada. Su sede se encuentra en el Monasterio de San Juan de los Reyes. La nueva imagen del Santísimo Cristo de la Humildad fue encargada a Darío Fernández, es una talla en cedro policromado al óleo, que representa a Jesús sentado sobre una roca en el Calvario. Forma parte de un conjunto escultórico que incluye a dos sayones y un soldado romano. En 2024 se incorpora una nueva imagen, María Santísima de la Esperanza en su Soledad, también obra de Darío Fernández, recuperando la tradición del antiguo paso mariano de la Cofradía. Sus hermanos visten túnica negra, capuz morado, cíngulo blanco, calcetines y alpargatas negras, y portan cirios amarillo tiniebla. Es la procesión más larga de la ciudad.[18]
- Capítulo de Caballeros de Cristo Redentor (Capítulo de Caballeros Penitentes de Cristo Redentor): Procesionó por primera vez en 1947. Su sede se encuentra en el convento de Santo Domingo el Real. La imagen titular, una talla anónima de 1859, representa a Cristo caído con la cruz, abatido por el peso y con mirada resignada. El Vía Crucis carece de acompañamiento musical, salvo un tambor y una campana colgada de una viga, portada por los caballeros más jóvenes, que marca los momentos de oración, iniciando el canto del Miserere. Los caballeros visten hábito blanco con esclavina negra, cíngulo de lana blanco y una cruz dominica de madera al pecho. El paso parte del Monasterio de Santo Domingo el Real, y es tradicional que el coro entone el Oh Redentor mío en la salida, y que todos los penitentes canten el Salmo 50 (Miserere mei, Deus) al regresar.[19]

|                       |
| Cristo de la Humildad |

|                               |
| Nazarenos del Cristo Redentor |

### Jueves Santo
- Cofradía de la Virgen del Amparo (Cofradía de Nuestra Señora del Amparo): Fue fundada en 1952. La sede se encuentra en la Iglesia de San Ildefonso. La imagen titular, encargada a Cecilio Béjar, es una talla de madera policromada que representa a la Virgen del Amparo. La Cofradía destaca por la gravedad y el silencio de su acto penitencial. Los cofrades visten hábito negro con capuchón, guantes y fajín verde, y portan un medallón plateado al cuello.[20]Además, la Cofradía procesiona otras imágenes:
  - La Oración en el Huerto, grupo escultórico de cuatro figuras en madera policromada del siglo xx, obra de Luis Martín de Vidales.
  - Cristo Amarrado a la Columna, talla del siglo xvii de autor desconocido, perteneciente a las Agustinas Gaytanas.
  - Nuestro Padre Jesús Nazareno, talla anónima del siglo xviii de la parroquia de Santo Tomé.
  - Santísimo Cristo de la Agonía, talla estofada y policromada del siglo xvi, procedente de San Nicolás de Bari y actualmente en el Museo de Santa Cruz.
  - Virgen del Amparo, realizada por Cecilio Béjar en la Fábrica de Armas de Toledo. Es la única virgen que procesiona bajo palio en Toledo.

|                      |
| Oración en el Huerto |

|                     |
| Cristo de la Agonía |

|                              |
| Cristo amarrado a la columna |

|                   |
| Virgen del Amparo |

### Viernes Santo
Este día se produce la conocida como "Procesión de El Santo Entierro", una de las más multitudinarias de toda la Semana Santa toledana. Salen en procesión nueve cofradías y/o hermandades y once pasos.
- Hermandad del Cristo de la Vega: Es el segundo día que el Cristo de la Vega recorre las calles de la ciudad. Durante la procesión, destacan tres momentos: Frente a la Puerta del Perdón de la Catedral, donde los seminaristas entonan motetes. En la Plaza de Carmelitas Descalzos, con el encuentro con la Virgen del Carmen. Frente al convento de Santo Domingo el Real, donde se canta el Miserere junto a la imagen del Cristo Redentor.
- Hermandad del Cristo de la Expiración (Hermandad del Santísimo Cristo de la Expiración): Se fundó en 1930. Tiene su sede canónica en el Monasterio de Santo Domingo de Silos. La imagen titular representa a Cristo muerto en la Cruz tras expirar, es una talla de madera sin policromar ni barnizar, de tamaño natural, atribuida a la escuela italiana del siglo XVII. Los cofrades visten hábito negro con capucha, cíngulo blanco y una cruz roja en el pecho. La procesión, también llamada "del Silencio", recorre en total silencio las calles del casco histórico. No lleva música ni tambores, y solo se escucha el golpe de las horquillas contra el empedrado.[22]
- Cofradía del Cristo del Calvario y Nuestra Señora del Rosario (Antigua, Venerable e Ilustre Cofradía de Penitencia del Santísimo Cristo del Calvario y Nuestra Señora del Rosario): Los primeros estatutos conocidos fueron aprobados en 1729. Salió por primera vez en procesión en 1925. La Iglesia de El Salvador es su sede actual. La imagen titular, el Cristo de la Fe (o del Calvario), es una talla del siglo XVII que representa a Jesús muerto en la cruz. La Virgen del Rosario, que también acompaña al Cristo, es una talla de vestir del siglo XVIII. Los penitentes visten hábito granate con capuchón morado, capa, cíngulo y guantes blancos. Las mujeres que acompañan a la Virgen lo hacen con mantilla española.[23]
- Hermandad del Cristo de la Misericordia y María Santísima de la Caridad (Real e Ilustre Hermandad del Santísimo Cristo de la Misericordia y María Santísima de la Caridad): Se fundó en 1656 pero desapareció a comienzos del siglo xx y fue refundada en 1989. Tiene su sede en la Parroquia de Santa Leocadia. La imagen del Cristo, de autor anónimo y del siglo xvii, representa a Jesús muerto en la cruz con cuatro clavos. La Virgen de la Caridad, imagen de José Vázquez Juncal, de estilo andaluz, acompaña al Cristo desde 1998. Los cofrades visten hábito, capuz y fajín burdeos ribeteados en negro, con guantes negros y faroles de vara. También participa en la procesión, desde 1999, una representación de la Cofradía del Cristo de la Espina de Talavera de la Reina.[24]
- Cofradía del Descendimiento (Cofradía Hermandad de Penitentes del Santísimo Cristo del Descendimiento): Fue fundada el 12 de noviembre de 1988 por un grupo de estudiantes. Tiene su sede en la Iglesia de las Santas Justa y Rufina. La imagen del Descendimiento, probablemente de la escuela castellana del siglo xvii, representa a Cristo siendo descendido de la Cruz por José de Arimatea y Nicodemo, mientras la Virgen, San Juan y María Magdalena observan y recogen los instrumentos de la Pasión. El conjunto fue restaurado en 1994 por Mariano Guerrero Corrales. Los hermanos visten con un hábito de color negro con capucha y fajín de color hueso[25]
- Hermandad de las Angustias y Borriquita: La imagen de Nuestra Señora de las Angustias es una obra de 2009, realizada por Antonio Martínez Rodríguez. El paso representa la escena de la Piedad, con la Virgen sosteniendo en su regazo el cuerpo sin vida de Cristo. La Virgen lleva una corona de plata y una diadema isabelina italiana. Viste manto de terciopelo azul con bordados en tisú de oro, diseñado por José Luis Peces. Procesiona sobre una carroza de metal cincelado y plateado. Los penitentes visten hábito blanco con capa, capirote y cíngulo azul marino y portan grandes cirios. Las damas visten de negro con mantilla española. La Virgen va escoltada por el Cuerpo de Bomberos de Toledo en uniforme de gala.
- Capítulo de Caballeros del Santo Sepulcro: Fue fundado en 1928. Su sede canónica se encuentra en el Convento de Santa Isabel de los Reyes. La imagen del paso es un Cristo Yacente en su Sepulcro, protegido por una urna de cristal. La carroza, de madera de caoba, tiene relieves en bronce y está flanqueada por las tallas de los cuatro Evangelistas. Los caballeros visten manto marfil con la Cruz de Jerusalén en rojo, guantes blancos y birreta romana.[26]
- Cofradía de Nuestra Señora de la Soledad.
- Hermandad de Mozárabes de Nuestra Señora de la Esperanza (Ilustre y Antiquísima Hermandad de Caballeros y Damas Mozárabes de Nuestra Señora de la Esperanza, de la Imperial Ciudad de Toledo): El 15 de junio de 1966 se refundó, continuando el legado de la Cofradía original de 1513. La hermandad tiene origen en la antigua tradición mozárabe, conservada por cristianos que mantuvieron su fe durante la dominación islámica y dieron forma al histórico rito toledano. Tiene como sede canónica la Parroquia de Santa Eulalia, San Marcos y San Torcuato. La reliquia del Lignum Crucis, realizada en 1636, es llevada bajo palio y sobre andas con faldones bordados con la cruz de la hermandad. Los caballeros penitentes visten un manto azul oscuro con la Cruz de Alfonso VI y el águila bicéfala de Toledo. Sale de la Iglesia de Santa Eulalia, uniendo finalmente la procesión con la del Santo Entierro en Plaza de Tendillas.[27]

|                           |
| Cristo de la Misericordia |

|                      |
| El Desencadenamiento |

|                         |
| Virgen de las Angustias |

|                      |
| Virgen de la Soledad |

### Sábado Santo
- Cofradía del Cristo de la Buena Muerte (Cofradía Penitencial del Santísimo Cristo de la Buena Muerte): Se fundó el 14 de abril de 1956, y su sede canónica está en el Monasterio de San Juan de los Reyes. La imagen titular del Cristo de la Buena Muerte es una talla de madera policromada, realizada en 1972 por Mariano Guerrero Corrales. La figura representa a Cristo muerto en la Cruz, mostrando de manera realista su sufrimiento, marcándose todos sus huesos. La cofradía es conocida por su austeridad, con los cofrades vistiendo hábitos franciscanos y portando faroles. La procesión realiza estaciones en puntos como el convento de Santa Isabel de los Reyes y la plaza de Santo Domingo el Real.[28]Cristo de la Buena Muerte

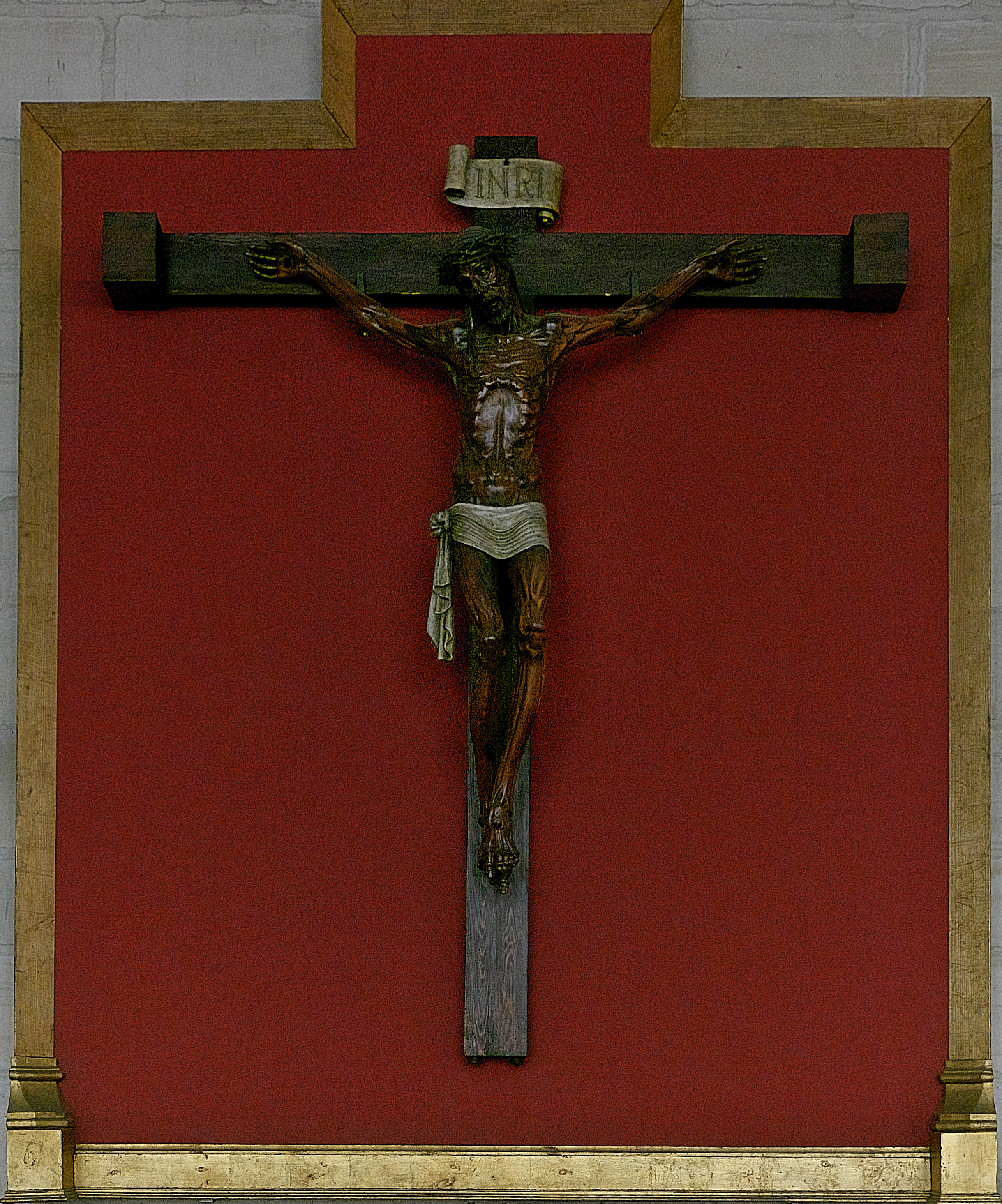
Cristo de la Buena Muerte

### Domingo de Resurrección
- Hermandad de Nuestra Señora de la Alegría y Jesús Resucitado: Fue fundada en 1747 y tiene su sede canónica en la iglesia de San Andrés. En la procesión participan dos imágenes: la Virgen de la Alegría, vestida con toca y manto, y el Cristo Resucitado, una talla del siglo xviii de autor desconocido. Ambas imágenes se encuentran en la Plaza del Ayuntamiento, donde el Arzobispo imparte la bendición a los presentes.[29]